# Pilumnus hirtellus
Pilumne hirsute, Crabe pileux, Crabe poilu, Crabe poilu brun, Crabe rouge poilu, Crabe velu
Espèce
Pilumnus hirtellus ou pilumne hirsute, aussi appelé crabe pileux, crabe velu, crabe poilu, crabe poilu brun et crabe rouge poilu, est une espèce de crabes de la famille des Pilumnidae.

## Caractéristiques
La carapace du Pilmune hirsute mesure jusqu'à 25 mm de largeur pour le mâle et 20 pour la femelle. Ses deux pinces sont de taille légèrement inégale. Il présente des poils épais et éparses sur tout le corps avec une densité moindre sur les pinces et la partie postérieure de la carapace. Sa couleur va du rougeâtre au brunâtre.

## Habitat et répartition
Pilumnus hirtellus se rencontre dans l'Atlantique nord-est de la Norvège aux côtes d'Afrique de l'ouest, ainsi qu'en mer Méditerranée, en mer de Marmara et en mer Noire,. Dans l'Atlantique et en Manche, on le trouve de l'estran jusqu'à une centaine de mètres de profondeur. Il y vit parmi les pierres et les algues.

## Systématique
Le nom valide complet (avec auteur) de ce taxon est Pilumnus hirtellus (Linnaeus, 1761).
L'espèce a été initialement classée dans le genre Cancer sous le protonyme Cancer hirtellus Linnaeus, 1761.
Pilumnus hirtellus a pour synonymes :
- Cancer hirtellus Linnaeus, 1761
- Pilumnus hirtellus ponticus Czerniavsky, 1868